# Castle Shannon
Castle Shannon è un comune (borough) degli Stati Uniti d'America, nella contea di Allegheny nello Stato della Pennsylvania. Secondo il censimento del 2010 la popolazione è di 8.316 abitanti.

## Storia
Il primo insediamento urbano è del 1786. all'epoca il più grande proprietario terriero, David Strawbridge, chiamò il luogo Castle Shanahan. Con il passare del tempo il nome cambiò in "Shannon."
Evento storico quello del 1872, quando la linea ferroviaria che collegava Castle Shannon alla città Pittsburgh venne completata.

## Società

### Evoluzione demografica
La composizione etnica vede una prevalenza della razza bianca (93,9%) seguita da quella afroamericana (2,0%), alla data del 2010.
| borough di Brackenridge Popolazione |       |
| 2000                                | 8.566 |
| 2010                                | 8.316 |